# طلالا
طلالا: إحدى مراكز محافظة سبت العلاية. تقع في شرق المحافظة على مسافة 40 كيلاً، ويقطنها 1262 نسمة من البادية عكس سكان المحافظة و المراكز الاخر وهي عبارة عن قرى، عريم ( هماس_القنافذة_آل عاطف )بلحارث ، وهي منطقة مشهورة بتواجد المواشي من الابل و الغنم تصب في وادي ترج بلحارث.